# خل‌تازه‌کند
خل‌تازه‌کند (به ترکی آذربایجانی: Xoltəzəkənd) یک منطقهٔ مسکونی در جمهوری آذربایجان است که در شهرستان نفت‌چاله واقع شده‌است.